# Тверской проспект (медиагруппа)
Тверско́й проспе́кт — медиагруппа, в состав которой входят 3 телеканала (Тверской проспект — Регион, Панорама ТВ и ОТР), 7 радиостанций (тверские версии следующих радиостанций: Детское радио, Radio Record, Хит FM, Радио Монте-Карло, Русское радио, Радио Шансон, Радио Maximum), рекламное агентство «Тверской проспект», а также справочник и бизнес-центр. Владеет холдингом один из крупнейших медиамагнатов Твери, бывший заместитель губернатора Тверской области Игорь Ялышев.

## История
- В октябре 1994 года на частоте «Независимой телевизионной станции „Тверской проспект“» появился телеканал ТВ-6 Москва.
- С ноября 1994 года в эфир стала выходить первая программа собственного производства под названием «Телеярмарка» — программа, состоящая из объявлений.
- 1 марта 1995 года — дата первого эфира программы «Новости телестанции „Тверской проспект“»[4].
- 10 ноября 1998 года в тверской эфир с регулярным обзором криминальных новостей вышла программа «Патрульная служба» как местный аналог транслируемой по каналу «ТВ-6 Москва» программе «Дорожный патруль». Концепция программы предполагала наличие тесных связей с органами внутренних дел, МЧС, пожарной, патрульно-постовой службами. Сотрудничество с органами власти распространилось и на другие проекты телеканала[5][6].
- В декабре 2003 года в период выборов губернатора Тверской области телекомпания «Тверской проспект» провела предвыборный марафон «Выбор за вами». В последний день агитации в течение четырёх часов в прямом эфире кандидаты общались с потенциальными избирателями. Жители Твери могли задавать свои вопросы по телефону и с площадки у здания телекомпании. Лишь победитель на этих выборах Дмитрий Зеленин отказался принять участие в марафоне.
- В 2004 году информационная редакция телекомпании «Тверской проспект» приняла участие в конкурсе телевизионных очерков и журналистских расследований «Просто о политике, о политике — просто», организованном Национальной ассоциацией телерадиовещателей. Телепрограмма «Политика FOREVER» стала победителем конкурса.
- В 2007 году медиагруппой был заключён договор, по которому она получила эксклюзивное право на распространение в Тверской области радиостанций, входящих в альянс EMG «Тотальное радио»[7].
- Перед выборами в единый день голосования 1 марта 2009 года[8] на «Тверском проспекте» выходили сюжеты, разоблачающие избирательную кампанию, а также эфирное время было отдано кандидатам от КПРФ[9]. За несколько дней до выборов, в здание бизнес-центра перестало подаваться электричество[10], что привело к временному отключению от вещания всех активов холдинга[11], включая аполитичные радиостанции[12].
- Несмотря на то, что тогдашний губернатор был в конфликтных отношениях с Ялышевым[9], Зеленин назначил его своим заместителем[13]. Со временем новостной эфир телеканала стал более лояльным к правящей партии[14][15], и переставал давать эфирное время оппозиции[16].
- 14 мая 2012 года в эфир вышел новый региональный телеканал без сетевых партнёров «Тверской проспект — Регион»[17].
- В 2012 году Контрольно-счётная палата Тверской области заподозрила владельца медиахолдинга в незаконном присваивании бюджетных средств, которые по документам шли на обучение журналистов Тверской области, при этом доказательств проведения данных мероприятий надзорному органу предоставлено не было[18][19]. В том же году была закрыта программа «Дача». Штаб регионального отделения партии «Зелёных» связал это с политической деятельностью оппозиционного ведущего, поскольку владелец холдинга, имевший оппозиционные взгляды ранее[20][21], начал поддерживать правящую партию[22][23].
- В 2020 году медиахолдинг прекратил вещание телеканала «ТНТ-Тверь» (ТНТ-Тверской проспект).

## ТНТ-Тверской проспект
ТНТ-Тверской проспект — первый тверской негосударственный телеканал. Вещает в Твери на 6 ТВК. Первые местные программы на телеканале под названием «Тверской проспект» вышли в 1994 году. Тогда телеканал был сетевым партнёром ЗАО «МНВК». После закрытия телеканала «ТВ-6 Москва» некоторый период времени «Независимая телевизионная станция „Тверской проспект“» заполняла весь эфир самостоятельно, а 11 февраля 2002 года новым сетевым партнёром стал телеканал ТНТ, вещание которого не велось в Твери с 2001 года (когда телеканал Пилот сменил сетевого партнёра на REN-TV). С июня 2002 года, однако, сетевой партнёр Тверского проспекта поменялся, им стал телеканал ТВС, созданный журналистами бывшего НТВ, работавшими на ТВ-6 Москва перед его закрытием. Телеканал же ТНТ через некоторое время начал тестовое вещание на дециметровой частоте. Уже через год телеканал ТВС прекратил своё существование. В Москве на его частоте начал вещать новый телеканал Спорт, а в Твери Спорт начал вещание на дециметровой частоте, на которой с 2002 года был ТНТ. Таким образом Тверской проспект остался без партнёра, а ТНТ — без частоты для вещания. В итоге ТНТ опять стал сетевым партнёром «Тверского проспекта». Впоследствии телеканал сменил логотип на «ТНТ-Тверь», а названием стало перечисление обоих СМИ: «ТНТ-Тверской проспект».

## Тверской проспект — Регион
Тверской проспект — Регион впервые вышел в эфир 14 мая 2012 года. Это полностью самостоятельный телеканал, не имеющий сетевых партнёров. Помимо программ о Твери и художественных фильмов, часть из которых шла и на телеканале «Тверской проспект», телеканал показывал матчи «Тверского хоккейного клуба» в ВХЛ. Телеканал является участником синдиката «STP Content». Есть эфирное вещание в Удомле на 3 ТВК. 
Решением Федеральной конкурсной комиссии по телерадиовещанию от 1 февраля 2017 года телеканал выбран обязательным общедоступным региональным телеканалом («21-я кнопка») Тверской области.
С 29 ноября 2019 года является сетевым партнёром телеканала ОТР (Ежедневно с 07:00 до 09:00 и с 17:00 до 19:00).

## Программы
- Служба новостей.
- Патрульная служба.
- Прямой эфир.
- Тема дня.
- Наша позиция.
- Де факто[33].
- Гараж.
- Тверичанка.
- Недетский вопрос.
- Степень культуры.
- День здоровья.
- Спецкор.
- Экономика просто.
- ТверьИнформБюро.
- #смотриислушай.
- КультFusion.
- Утро в стиле фитнес.
- Спринт.
- За семью печатями.
- Деловая Тверь.
- Лестница успеха.

## Награды
- Фестиваль «Золотой бубен». Лучшая информационная программа: Новости. 1 октября 2004[34].
- Фестиваль «Территория хороших новостей», специальный приз «За активность и верность профессии». Андрей Карасёв (главный редактор и ведущий). 17 августа 2007[35][36].
- Медаль «За содействие» со следственным комитетом. Ирина Чикунова (ведущая программы «Патрульная служба»). 8 мая 2013[37].
- Конкурс профессионального мастерства «Грани». Лучший журналист Верхневолжья 2015 года: Ирина Чикунова, за цикл «Повесть о настоящих людях». 15 января 2016[38].